# Dos inquilinos
Dos inquilinos (título original en francés Des enfants gâtés) es una película francesa de Bertrand Tavernier, estrenada en 1977 y protagonizada por Michel Piccoli.

## Sinopsis
El director Bernard Rougerie decide aislarse de su familia en un pequeño apartamento para escribir el guion de su próxima película, con el cual tiene dificultades. Rápidamente conoce a sus vecinos, unidos en la lucha contra los métodos abusivos del propietario. Aunque en un primer momento se muestra reticente, luego acepta apoyarlos y desarrolla una relación con su vecina Anne.

## Reparto
- Michel Piccoli: Bernard Rougerie
- Christine Pascal: Anne Torrini
- Michel Aumont: Pierre
- Gérard Jugnot: Marcel Bonfils